# Gällivare
Gällivare (in finlandese Jällivaara, in sami settentrionale Jiellevárri o Váhčir, in meänkieli Jellivaara) è una località svedese situata nella contea del Norrbotten e sede del comune omonimo. Conta una popolazione di 8.480 abitanti che, insieme alle località di Malmberget e Koskullskulle, raggiunge il numero di circa 16 000.

## Sport
Stazione sciistica, ha ospitato i Campionati mondiali juniores di sci nordico 1995, varie tappe della Coppa del Mondo di sci di fondo e una della Coppa del Mondo di sci alpino.
Ha ospitato anche una manifestazione calcistica, la Coppa del mondo VIVA 2008.

## Cultura

### Musica
Il video musicale della canzone Addicted to You di Avicii è stato girato a Gällivare.

## Infrastrutture e trasporti
A Gällivare termina la linea ferroviaria Inlandsbanan.